# Lynn Burke
Lynn Edythe Burke (-McConville) (Nova Iorque, 22 de março de 1943) é uma ex-nadadora dos Estados Unidos. Ganhadora de duas medalhas de ouro nos Jogos Olímpicos de Roma em 1960.